# روبرت مكدونالد
روبرت مكدونالد (بالإنجليزية: Robert McDonald) هو لاعب بولينغ نيوزيلندي، ولد في 21 أبريل 1933، وتوفي في 22 فبراير 2006 في أوكلاند في نيوزيلندا.